# Zoo Tycoon: Dinosaur Digs
Zoo Tycoon: Dinosaur Digs es un paquete de expansión lanzado para el juego de PC de Zoo Tycoon. Se incluyeron dinosaurios y criaturas de la edad de hielo, así como artículos con temas prehistóricos.
Zoo Tycoon: Dinosaur Digs libre también se incluyó en el paquete de expansión de Zoo Tycoon 2: Marine Mania.

## Dinosaurios
Dinosaur Digs incluye 20 nuevos animales prehistóricos que elegir.
- Allosaurus
- Clima: Selva,bosque y desierto
- Alimento: Carne
- Estado: Extinto
- Región: América del Norte, África, Australia y Europa
- Ankylosaurus
- Clima: Sabana, bosque y selva
- Alimento: Plantas
- Estado: Extinto
- Región: América del Norte
- Apatosaurus
- Clima: Selva,bosque y desierto
- Alimento: Plantas
- Estado: Extinto
- Región: América del Norte
- Camptosaurus
- Clima: Bosque
- Alimento: Plantas
- Estado: Extinto
- Región: América del Norte y Europa
- Caudipteryx
- Clima: Sabana y bosque
- Alimento: Carroña
- Estado: Extinto
- Región: China
- Coelodonta
- Clima: Tundra
- Alimento: Plantas
- Estado: Extinto
- Región: Asia, España y Rusia
- Coelophysis
- Clima: Selva,bosque y desierto
- Alimento: Insectos,carne y carroña
- Estado: Extinto
- Región: América del Norte
- Deinosuchus
- Clima: Acuático (Agua dulce y salada)
- Alimento: Carne
- Estado: Extinto
- Región: América del Norte
- Gallimimus
- Clima: Selva y sabana
- Alimento: Plantas e insectos
- Estado: Extinto
- Región: Mongolia
- Herrerasaurus
- Clima: Selva
- Alimento: Carne
- Estado: Extinto
- Región: América del Sur
- Iguanodon
- Clima: Selva,bosque y desierto
- Alimento: Plantas
- Estado: Extinto
- Región: Europa y América del Norte
- Kentrosaurus
- Clima: Bosque
- Alimento: Plantas
- Estado: Extinto
- Región: África
- Lambeosaurus
- Clima: Selva,bosque y sabana
- Alimento: Plantas
- Estado: Extinto
- Región: América del Norte
- Monstruo del lago Ness
- Clima: Acuático (Agua dulce)
- Alimento: Pescado
- Estado: ?
- Región: Escocia
- Macrauchenia
- Clima: Sabana
- Alimento: Plantas
- Estado: Extinto
- Región: América del Sur
- Mammut
- Clima: Tundra
- Alimento: Plantas
- Estado: Extinto
- Región: América del Norte
- Megatherium
- Clima: Sabana
- Alimento: Plantas
- Estado: Extinto
- Región: América del Sur
- Meiolania
- Clima: Bosque
- Alimento: Plantas
- Estado: Extinto
- Región: América del Sur
- Plateosaurus
- Clima: Bosque
- Alimento: Plantas
- Estado: Extinto
- Región: Europa
- Plesiosaurus
- Clima: Acuático (Agua salada)
- Alimento: Pescado
- Estado: Extinto
- Región: Europa
- Smilodon
- Clima: Bosque y sabana
- Alimento: Carne
- Estado: Extinto
- Región: América del Sur
- Spinosaurus
- Clima: Selva
- Alimento: Carne
- Estado: Extinto
- Región: África
- Stegosaurus
- Clima: Bosque y Sabana
- Alimento: Plantas
- Estado: Extinto
- Región: América del norte
- Styracosaurus
- Clima: Selva
- Alimento: Plantas
- Estado: Extinto
- Región: América del norte
- Triceratops
- Clima: Sabana y selva
- Alimento: Plantas
- Estado: Extinto
- Región: América del norte
- Tyrannosaurus rex
- Clima: Sabana y selva
- Alimento: Carne
- Estado: Extinto
- Región: América del norte
- Velociraptor
- Clima: Selva
- Alimento: Carne
- Estado: Extinto
- Región: América del norte y Asia

## Personal
- Investigador
- DRT (Equipo de Recuperación de dinosaurios) de base
- Laboratorio de experimentos

## Edificios
- Hamburgesas de Apatosaurios
- Heladería de maut
- Casa pteranodon
- Casa lespondilos

## Decorado
- Pequeño géiser
- El gran géiser
- Pequeño volcán
- Gran volcán
- Pozo de brea
- Hoyo de lava
- Estatua de T-REX
- Estatua de triceratops
- Estatua de velociraptor
- Fuente de tortuga
- Fuente de mamut